# Краљевско хрватско домобранство
Краљевско хрватско домобранство, познато и као Краљевско хрватско-угарско домобраство или Хрватско-славонско домобранство, било је територијална оружана сила на подручју Краљевине Хрватска и Славоније у саставу Краљевског угарског домобранства од 1868. до 1918. године. Настало је послије Хрватско-угарске нагодбе и уз аустријско и угарско, било је дефакто једно од три посебна домобранства у саставу Аустроугарске војске.
Јединице домобранства учествовале су у окупацији Босне и Херцеговине 1878. године и у Првом свјетском рату. Оружане јединице под истим називом су осниване у два наврата, први пут 1941—1944. и други пут 1991—2003.